# Carl Alstrup
Carl Alstrup (11 de abril de 1877 – 2 de octubre de 1942) fue un actor y cantante de nacionalidad danesa.

## Biografía
Su nombre completo era Carl Marius Alstrup, y nació en Sundbyvester, Copenhague (Dinamarca). Debutó como actor teatral en Oslo en 1896.
Alstrup es conocido por su trabajo en numerosas películas mudas y por participar en diferentes revistas como actor y cantante. Como cineasta, experimentó con el color aún antes de que se difundieran las películas de ese tipo, pero sus técnicas no tuvieron éxito.
Entre las canciones más conocidas interpretadas por él figuran "Jeg kysser Deres hånd, Madame", "Bobby, du må have ondt i håret" y "Manden på Risten" (1936).
Además de cine mudo, Alstrup también actuó en varios largometrajes sonoros, entre ellos Den kloge mand (1937), Vagabonden (1940), En forbryder (1941) y Peter Andersen (1941).
Carl Alstrup falleció en Snekkersten, Dinamarca, en 1942. Fue enterrado en el Cementerio Egebaeksvang Kierkegaard.

## Filmografía

### Actor
- 1907 : Kameliadamen, de Viggo Larsen
- 1908 : Othello, de Viggo Larsen
- 1908 : Karneval, de Viggo Larsen
- 1908 : Barn i kirke, de Viggo Larsen
- 1908 : La Tosca, de Viggo Larsen
- 1908 : Urmagerens Bryllup
- 1908 : Lille Hanne, de Viggo Larsen
- 1908 : Kaliffens Æventyr, de Viggo Larsen
- 1908 : Falkedrengen, de Viggo Larsen
- 1909 : Wilhelm Tell, de Viggo Larsen
- 1909 : Helvedes Datter, de Viggo Larsen
- 1909 : Apachepigens hævn, de Carl Alstrup
- 1909 : Naar Djævle er paa Spil, de Holger Rasmussen
- 1910 : Fra storstadens dyb, de Carl Alstrup
- 1910 : Fra det mørke København, de Carl Alstrup
- 1910 : Spionen fra Tokio, de August Blom
- 1910 : Da Svendsen holdt Systue
- 1910 : København ved Nat, de Carl Alsrup
- 1911 : Carl Alstrup ved Skomagerlæsten
- 1911 : Nonnen fra Asminderød
- 1911 : Skarpretterens Søn
- 1911 : Bukseskørtet
- 1911 : Den forsvundne Mona Lisa, de Eduard Schnedler-Sørensen
- 1911 : Københavnerliv
- 1911 : Lersøens Konge
- 1911 : Carl Alstrup som Soldat, de Eduard Schnedler-Sørensen
- 1911 : Folkets Vilje, de Eduard Schnedler-Sørensen
- 1911 : Knap og Hægte, de Eduard Schnedler-Sørensen
- 1911 : Dr. Gar el Hama I, de Eduard Schnedler-Sørensen
- 1911 : Det gale pensionat
- 1911 : Dødsflugten, de Eduard Schnedler-Sørensen
- 1911 : Lad være at blinke, de William Augustinus
- 1911 : I Karnevalstiden, de Eduard Schnedler-Sørensen
- 1911 : De virkningsfulde Tabletter, de Eduard Schnedler-Sørensen
- 1912 : Naar Hjertet staar i Brand, de Eduard Schnedler-Sørensen
- 1912 : Unge Pigers Værn, de Eduard Schnedler-Sørensen
- 1912 : En god Maske, de Eduard Schnedler-Sørensen
- 1912 : Et moderne Ægteskab, de Leo Tscherning
- 1912 : Et Trekløver, de Eduard Schnedler-Sørensen
- 1912 : Badets dronning, de Eduard Schnedler-Sørensen
- 1912 : Direktørens Datter, de August Blom
- 1912 : Brudegaven, de Christian Schrøder
- 1912 : Bornholmeruret, de Eduard Schnedler-Sørensen
- 1913 : Et Drama i Kystbanetoget, de Eduard Schnedler-Sørensen
- 1913 : Den fremmede Tjener, de Eduard Schnedler-Sørensen
- 1913 : Gøglerens Datter, de Leo Tscherning
- 1913 : Dobbeltgængeren
- 1913 : Lægens Bryllupsaften, de Christian Schrøder
- 1913 : Døvstummelegatet, de Robert Dinesen
- 1913 : Prins for en dag, de Eduard Schnedler-Sørensen
- 1913 : Naar Fruen gaar paa Eventyr, de August Blom
- 1913 : Frk. Studenten, de Sofus Wolder
- 1913 : En farlig Forbryder, de August Blom
- 1913 : Troskabsvædsken, de Sofus Wolder
- 1913 : Frøken Anna og Anna Enepige, de Sofus Wolder
- 1914 : Elskovsleg, de August Blom y Holger-Madsen
- 1914 : Kvindehadernes Fald, de Eduard Schnedler-Sørensen
- 1914 : En nydelig ægtemand, de Eduard Schnedler-Sørensen
- 1914 : Den skønne Ubekendte, de Robert Dinesen
- 1914 : Et vanskeligt Valg, de Holger-Madsen
- 1914 : Den store Middag, de August Blom
- 1914 : Stemmeretskvinden, de Eduard Schnedler-Sørensen
- 1914 : Tøffelhelten
- 1914 : Den fjerde Dame, de Eduard Schnedler-Sørensen
- 1914 : Eventyrersken, de August Blom
- 1914 : Amors Krogveje, de Robert Dinesen
- 1914 : Millionær for en Dag, de Robert Dinesen
- 1914 : Man skal ikke skue Hunden paa Haarene, de Sofus Wolder
- 1915 : En opstandelse
- 1915 : Frierscenen, de Lau Lauritzen Sr.
- 1915 : Den gæve Ridder, de Alfred Cohn
- 1915 : Millionæren i røverhænder, de  A.W. Sandberg
- 1915 : Carl Alstrup og hans Tvillingebro'r, de Lau Lauritzen
- 1915 : Carl Alstrups Kærlighed paa Aktier, de Lau Lauritzen
- 1915 : Helten fra Østafrika, de Lau Lauritzen
- 1915 : En Skilsmisse
- 1915 : 500 Kroner inden Lørdag, de Holger-Madsen
- 1916 : Arvetanten, de Lau Lauritzen
- 1916 : H.P. hænger paa 'en, de Lau Lauritzen
- 1916 : Spiritisten
- 1916 : Studentens glade Liv, de Lau Lauritzen
- 1916 : Vidunderhunden, de Lau Lauritzen
- 1916 : Barnehjertets Heltemod, de A.W. Sandberg
- 1916 : I tjenstlig Øjemed, de Lau Lauritzen
- 1916 : Kunstens Tornevej
- 1916 : Kærlighed og Kontanter, de di Lau Lauritzen
- 1916 : Det gaadefulde Væsen, de Lau Lauritzen Sr. y Robert Dinesen
- 1916 : Hjertevirtuosen, de Alfred Cohn
- 1917 : En hyggelig Morgenudflugt, de Lau Lauritzen
- 1917 : Den sjette Sans, de Axel Breidahl
- 1917 : Kystartilleristens glade Liv
- 1917 : Den glade Løjtnant
- 1917 : Den filmende Baron, de Axel Breidahl
- 1918 : Hjertebetvingeren, de Lau Lauritzen Sr.
- 1918 : Ægteskabshaderne, de Lau Lauritzen
- 1918 : Mirakeltjeneren, de Lau Lauritzen
- 1918 : En moderne Landevejsridder, de Lau Lauritzen
- 1918 : Kærlighedsspekulanten, de Lau Lauritzen
- 1918 : Jalousiens Magt, de Lau Lauritzen
- 1918 : Hjerterkonge, de Lau Lauritzen
- 1918 : Kærlighed og pædagogik, de Lau Lauritzen
- 1919 : Klavervirtuosen, de Lau Lauritzen
- 1919 : Godsejeren, de Lau Lauritzen
- 1919 : Skandalemageren, de Lau Lauritzen
- 1920 : Skomakarprinsen, de Hjalmar Davidsen
- 1920 : Blind Passager, de Emanuel Gregers
- 1920 : Den fattige Millionær, de Lau Lauritzen
- 1920 : Manden, der sejrede, de Holger-Madsen
- 1921 : Kärlek och hypnotism, de Lau Lauritzen
- 1921 : Lord Saviles brott, de Gunnar Klintberg
- 1922 : Potteplanten, de Carl Alstrup
- 1923 : Peter Ligeglad paa Eventyr, de Carl Alstrup
- 1925 : Kokain-Rusen, de Carl Alstrup
- 1935 : Det gyldne smil, de Pál Fejös
- 1937 : Den kloge Mand, de Arne Weel
- 1939 : Genboerne, de Arne Weel
- 1940 : Vagabonden, de Arne Weel
- 1941 : En forbryder, de Arne Weel
- 1941 : Peter Andersen, de Svend Methling
- 1942 : Natekspressen P903, de Svend Methling

### Director
- 1909 : Gøngehøvdingen
- 1909 : Apachepigens hævn
- 1910 : Fra storstadens dyb, de Carl Alstrup
- 1910 : Fra det mørke København, de Carl Alstrup
- 1910 : København ved Nat
- 1922 : Potteplanten, de Carl Alstrup
- 1923 : Peter Ligeglad paa Eventyr
- 1925 : Kokain-Rusen

### Guionista
- 1910 : Fra storstadens dyb, de Carl Alstrup
- 1910 : Fra det mørke København, de Carl Alstrup
- 1911 : Lersøens Konge
- 1912 : Oscar Stribolts Julegave
- 1912 : Brudegaven, de Christian Schrøder
- 1913 : Den fremmede Tjener, de Eduard Schnedler-Sørensen
- 1923 : Peter Ligeglad paa Eventyr, de Carl Alstrup